# Affaire Alain Lamare
Pour les articles homonymes, voir Lamare.
Alain Lamare, né le 10 juillet 1956 à Fruges (Pas-de-Calais) est un ancien gendarme français, connu du grand public sous le surnom de « tueur de l'Oise » ou de « tueur fou de l'Oise ». Auteur de plusieurs crimes de mai 1978 à avril 1979 dans le département de l'Oise, sa participation à l'enquête ralentit beaucoup celle-ci. Arrêté, il est reconnu pénalement irresponsable de ses actes et n'est pas jugé.

## Contexte
Dans les années 1970, dans l'Oise, il règne une psychose à la suite de l'affaire Marcel Barbeault (le « tueur de l'ombre »). Les meurtres de sept femmes et d'un homme, ainsi que de trois tentatives de meurtre, commis entre 1969 et 1976 inquiètent beaucoup.
L'auteur de ces crimes, Marcel Barbeault est arrêté le 14 décembre 1976. 
En juillet 1978, à Pont-Sainte-Maxence, le conducteur d'un véhicule volé agresse une jeune fille de dix-sept ans.

## L'affaire

### La progression
En mai 1978, une Peugeot 504 appartenant à l'épouse d'un gendarme est volée, puis abandonnée au lieu-dit du carrefour des Ripailles, dans la forêt de Chantilly. S'y trouve un plan pour le braquage de la poste de Pierrefonds. Des indices (étuis de cartouches de carabine ou de fusil, cordelette, seringue hypodermique) mettent les forces de l'ordre sur la piste du grand banditisme. Ils se révéleront plus tard avoir été sciemment laissés par le criminel. Cette découverte est reliée à l'agression par balles d'une jeune fille de dix-sept ans, Karine Grospiron, perpétrée deux mois plus tard à Pont-Sainte-Maxence, par un homme conduisant une Renault 12 grenat volée, puis à la découverte d'une voiture volée et piégée, dont l'explosion blesse un gardien de la paix à Creil.
Le criminel nargue les militaires en leur envoyant des lettres manuscrites revendiquant les faits. Ses actes s'aggravent : deux nouvelles agressions de femmes (l'une blessée grièvement et l'autre, paralysée) et en novembre 1978 le braquage de la poste de Senarpont ainsi qu'une nouvelle voiture volée et identiquement piégée. 
Alain Lamare devient un meurtrier. Après avoir menacé dans une lettre : « la prochaine fois je viserai le cœur », dans la journée du 1er décembre 1978, il tue en bordure de l'hippodrome de Chantilly, de plusieurs balles d'un Beretta 9 mm court (probablement un Beretta modèle 1934, arme appréciée des collectionneurs et des militaires, fournie illégalement par un collègue du tueur) une jeune auto-stoppeuse de dix-neuf ans, Yolande Raszewski. 
Le 29 décembre 1978, il tire sur une nouvelle victime, Andrée, prise en stop à la sortie de Compiègne. Sortie du coma quelques jours après avoir échappé au tueur, elle en affine le portrait-robot. Son agresseur échappe aux poursuites.
L'homme laisse à chaque fois des indices et des empreintes et plusieurs portraits-robots sont dressés. Il continue d'échapper aux forces de l'ordre. Pourtant, dès les débuts de l'affaire, et à la réception de la première lettre, Jean Pineau, commandant de la compagnie de Clermont, avait émis l'hypothèse que le tueur appartienne aux forces de l'ordre, tant les premières lignes de la lettre ressemblaient à la rédaction d'un procès-verbal : le tueur y avait inscrit (dans l'ordre) la marque, le modèle, la couleur et l'immatriculation du véhicule volé. Un détail qui avait donc immédiatement intrigué Pineau lors de la lecture du courrier anonyme. Ce dernier garde ses réserves sur cette piste, car ses supérieurs lui font comprendre qu'il est inimaginable qu'un gendarme ou un policier se cache derrière ces crimes.

### L'arrestation
Volant la voiture d'un ancien ministre à Rambouillet le 17 mars 1979, tombant en panne sur l'autoroute, Lamare s'enfuit après avoir été en contact avec les CRS et avoir effacé ses empreintes dans le véhicule. Il s'était fait passer pour le fils du ministre auprès de ces CRS qu'il a lui-même alertés. Le portrait-robot du criminel se précise.
Le 8 avril 1979, les soupçons d'un inspecteur de la PJ de Creil, Daniel Neveu, enquêteur dans l'affaire de Marcel Barbeault, conjugués à ceux du maréchal des logis-chef Claude Morel, l'un des anciens supérieurs de Lamare, s'appuient sur des éléments probants, tels que l'analyse graphologique, par des  rapprochements d'écritures entre les courriers anonymes et des procès-verbaux de Lamare, ou encore, d'après le courrier manuscrit de demande d'admission dans la gendarmerie, avec le dernier portrait-robot. Pineau constate que Lamare était systématiquement en repos ou en congé, hors du peloton, les jours des meurtres ou des vols de voitures. 
Le capitaine Jean Pineau, commandant de la compagnie de gendarmerie de Clermont et l'adjudant Henri Cavalier, qui commande le PSIG (peloton de surveillance et d'intervention) de Chantilly, procèdent à l'arrestation du gendarme Lamare. Celui-ci, alors en opérations, est rappelé dans les locaux de la compagnie prétextant une enquête sur un vol commis par des gens du voyage. Un motif en fait inventé de toutes pièces par la brigade pour tromper puis pour interpeller Lamare. De retour au PSIG, de comportement nerveux, Lamare laisse dans son véhicule de patrouille son pistolet mitrailleur. Soupçonnant un piège, il tente toutefois de dégainer le second pistolet qu'il avait dissimulé sur lui ; il est ceinturé par ses collègues.

### Gendarme et meurtrier
Pour la gendarmerie, cette arrestation est un choc. L'hypothèse de la culpabilité d'un gendarme, évoquée dès le début des crimes, avait été écartée à la fois pour manque de preuves et parce que la thèse semblait inconcevable pour les enquêteurs et leur hiérarchie. 
Âgé de 23 ans en 1979, Lamare servait au PSIG de Chantilly et participait aux enquêtes menées contre le tueur de l'Oise (il qualifiait par ailleurs le meurtrier de « salaud de tueur »). Les rapports indiquent d'ailleurs que lui ou ses coéquipiers étaient presque toujours les premiers sur les lieux des crimes. Il est plus tard confondu par ses empreintes digitales, relevées dans les véhicules volés, et avoue en garde à vue. La perquisition de son appartement confirme les faits et complète les preuves.
Après ses débuts professionnels à Clermont, dans l'Oise, Lamare s'était montré très prompt à dégainer son arme, dans la recherche de flagrants délits au PSIG de Chantilly. Ses missions plus administratives auraient déclenché le souhait de se venger de la Gendarmerie. Les huit crimes, alors récents, de Marcel Barbeault, le « tueur de Nogent », l'ont fasciné. Lamare éprouve des difficultés dans ses relations, notamment avec les femmes, ainsi que des penchants homosexuels refoulés. Lamare possède un goût prononcé pour les armes à feu. Il s'adonne à la consommation excessive d'alcool. Il a volontairement laissé des traces permettant de le confondre, notamment dans le dernier véhicule volé, une Citroën CX abandonnée à Creil. Après son arrestation et ses aveux au juge d'instruction, il reste mutique. Il refuse de donner le mobile de ses crimes.
Au total, il est établi avec certitude qu'il a commis un meurtre et cinq tentatives de meurtres, ainsi que quinze vols de voitures. Il est surnommé par la presse le « tueur de l'Oise ».
La nuit de l'arrestation de Lamare, où il est interrogé par la juge d'instruction Marie Brossy-Patin, un officier général lui ordonne de signer une lettre de démission « pour sauver l'honneur de l'institution ». Cet acte est déclaré nul. Lamare perd ses droits antérieurs de gendarme d'active, car le 30 août 1979, une décision ministérielle le radie de l'état de militaire par suite d'infirmités non imputables au service[réf. nécessaire], coupant court à toute polémique sur la conservation d'un hypothétique état de gendarme, assorti du versement d'une solde.

### Impact médiatique
L'affaire du tueur de l'Oise, qui occupait déjà les médias, connaît un fort retentissement médiatique. Foule et journalistes se pressent le lendemain matin à Chantilly, boulevard Michel-Lefébure, lors de la perquisition de l'appartement de fonction de Lamare en présence de ce dernier. 
L'affaire d'un gendarme meurtrier surprend, révolte et stupéfie.
Des voitures de presse prennent la suite des véhicules de gendarmerie, dans la confusion. Un accident de la route se produit, entraînant la mort d'un adolescent de seize ans, Gérard Bastien.

### Irresponsable pénalement
Après des avis divergents d'experts psychiatres, Alain Lamare est déclaré pénalement irresponsable de ses actes. Les experts attestent qu'il est atteint d'une maladie mentale rare : l'héboïdophrénie, une forme de schizophrénie. La Gendarmerie n'avait donc pas détecté cette maladie, que ce soit lors de son recrutement, ni lors de sa formation ni durant ses années de service.
Le 14 janvier 1983, le juge d'instruction du tribunal de Senlis officialise ce constat psychiatrique en rendant une ordonnance de non-lieu, confirmée en appel le 2 juin 1983. Lamare ne sera jamais jugé,. En dépit de l'usage, pour perpétrer ses crimes, d'une arme personnelle fournie par un de ses collègues, le Conseil d'État confirme, le 18 novembre 1988, une décision du tribunal administratif d'Amiens condamnant l'État français à verser des dommages-intérêts aux parents de Yolande Raszewski.
Lamare est interné en unité pour malades difficiles (« UMD ») au centre hospitalier spécialisé (CHS) de Sarreguemines (Moselle) jusqu'en 2011. Il rejoint ensuite un CHS de sa région natale, à Saint-Venant, dans une unité fermée d'un établissement public de santé mentale (EPSM) du Pas-de-Calais : l'EPSM Val de Lys - Artois à Saint-Venant.

## Dans les médias et au cinéma

### Filmographie
- Cédric Anger réalise un film, La prochaine fois je viserai le cœur, retraçant l'itinéraire sanglant d'Alain Lamare[15]. L'acteur Guillaume Canet y incarne le tueur[15]. Le tournage commence le 25 novembre 2013 dans la région du Nord-Pas-de-Calais[16] et le film sort en France en novembre 2014.

### Documentaires télévisés
- Faites entrer l'accusé, présenté par Christophe Hondelatte, en août 2005[2], mai 2007 et août 2009, L'affaire Alain Lamare, état de démence[1], sur France 2[2].
- Au bout de l'enquête, la fin du crime parfait ?, « Affaire Alain Lamare – Le tueur fou de l'Oise », présenté par Marie Drucker, diffusé sur France 2 le 28 août 2021.

### Émissions radiophoniques
- L'affaire Alain Lamare est l'un des récits de la pièce radiophonique Poker tournant de Jean Thibaudeau, en 1980[17].
- « Le gendarme Lamare, un tueur insoupçonnable » le 2 janvier 2017 dans Hondelatte raconte de Christophe Hondelatte sur Europe 1[18].
- « Alain Lamarre, le gendarme au-dessus de tout soupçon », diffusé le 12 novembre 2020 dans L'Heure du crime sur RTL.
- "Le tueur de l'Oise-un assassin au dessus de tout soupçon", Affaires sensibles, Fabrice Drouelle, France Inter, 19 décembre 2017.

### Articles de presse
- "Le tueur fou de l'Oise était gendarme", L'Essor de la Gendarmerie, publié le 27 juin 2023